# Precarização do trabalho
O termo precarização do trabalho descreve a situação de emprego pouco ou não padronizado, assim como temporário, que, majoritariamente, é mal remunerado, inseguro, desprotegido e que gera renda salarial incapaz de sustentar um indivíduo ou uma família. Nessa perspectiva, a globalização, a passagem do setor manufatureiro para o setor de serviços e a disseminação da tecnologia da informação criaram uma nova economia com redução de vagas de trabalho ou com locais de trabalho pouco adequados, com ampliação de um exército industrial de reserva, resultando no enfraquecimento do vínculo empregatício padrão, principalmente para mulheres.
O trabalho precário tende a formar o "precariado", uma classe social formada por pessoas que sofrem de precariedade, que significa existir sem previsibilidade ou segurança, afetando o bem-estar material ou psicológico. O termo é uma junção de precário com proletariado.

## Definição
Ontologicamente a palavra precarizar direciona a ações como diminuir, reduzir algo que já é pouco, tirar de algo ou alguém condições adequadas de existência. Já a expressão trabalho vem designar toda mudança feita pelo homem na natureza, no intuito de usufruir de melhores condições de vida.
Ao usar a expressão "precarização do trabalho", busca-se dar conceito amplo a redução das condições do trabalhador no seu serviço diário quando perde direitos e garantias no seu trabalho. Este aumento da precarização advém da reestruturação produtiva, que busca minimizar os gastos e aumentar os lucros por meio da exploração física, mental e emocional do trabalhador, elo da corrente mais frágil do sistema.
Esta tendência é globalizada, e obedece a diversos processos, entre eles a redução da carga horária e consequente redução dos salários, a terceirização de serviços não essenciais, provocando instabilidade na garantia de emprego, a exploração fora dos padrões de força, resistência e posições anatômicas do trabalhador.
Entre os males observados pela precarização esta o surgimento de ansiedade e stress em vários setores da economia, o aumento de doenças de origem laboral, as lesões por esforço repetitivo (LER) e os distúrbios osteomusculares relacionados ao trabalho (DORT), o agravamento das relações entre empregado e patrão.